# Opel Calibra
El Opel Calibra es un automóvil deportivo desarrollado por el fabricante alemán Opel y vendido bajo las marcas Opel, Chevrolet, Holden y Vauxhall Motors entre los años 1989 y 1997. Utiliza la plataforma y mecánica del Opel Vectra de primera generación, el cual se fabricó en Rüsselsheim, Alemania y Uusikaupunki, Finlandia.

## Características

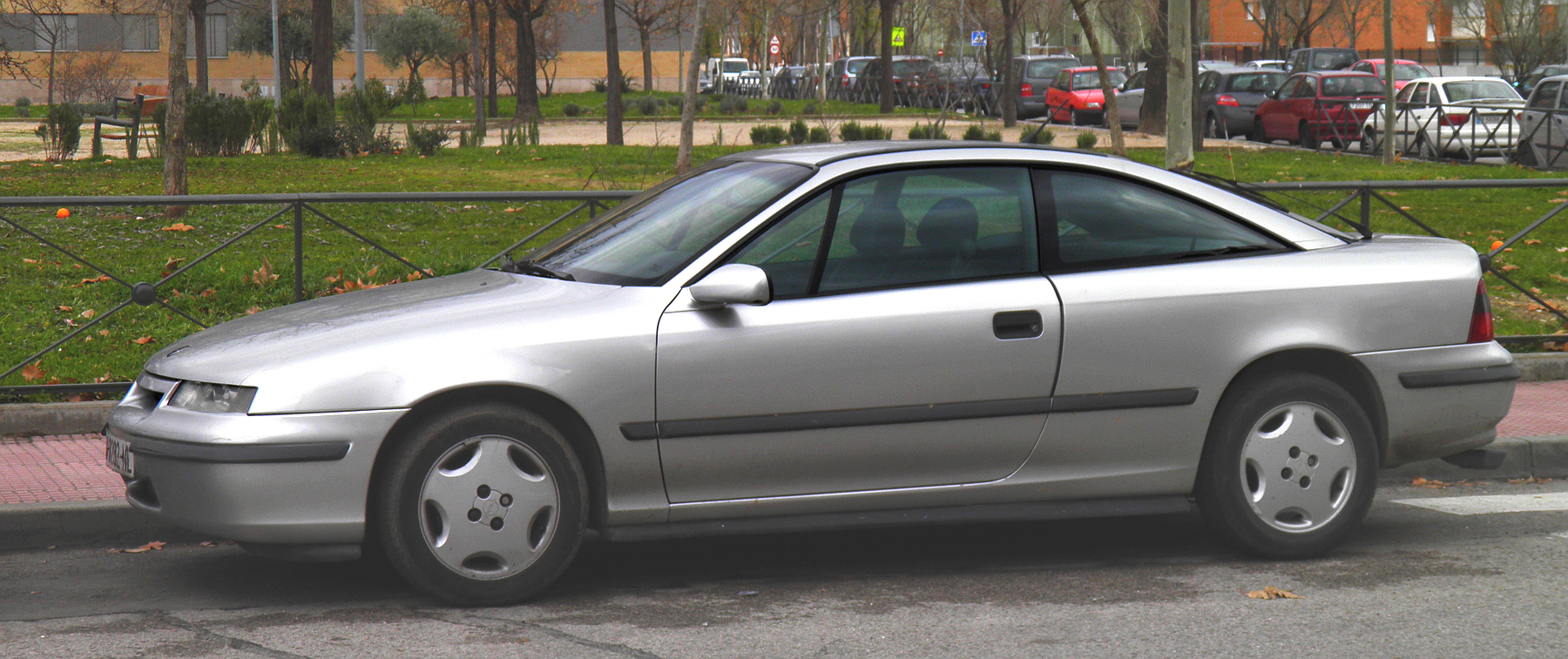
Vista lateral

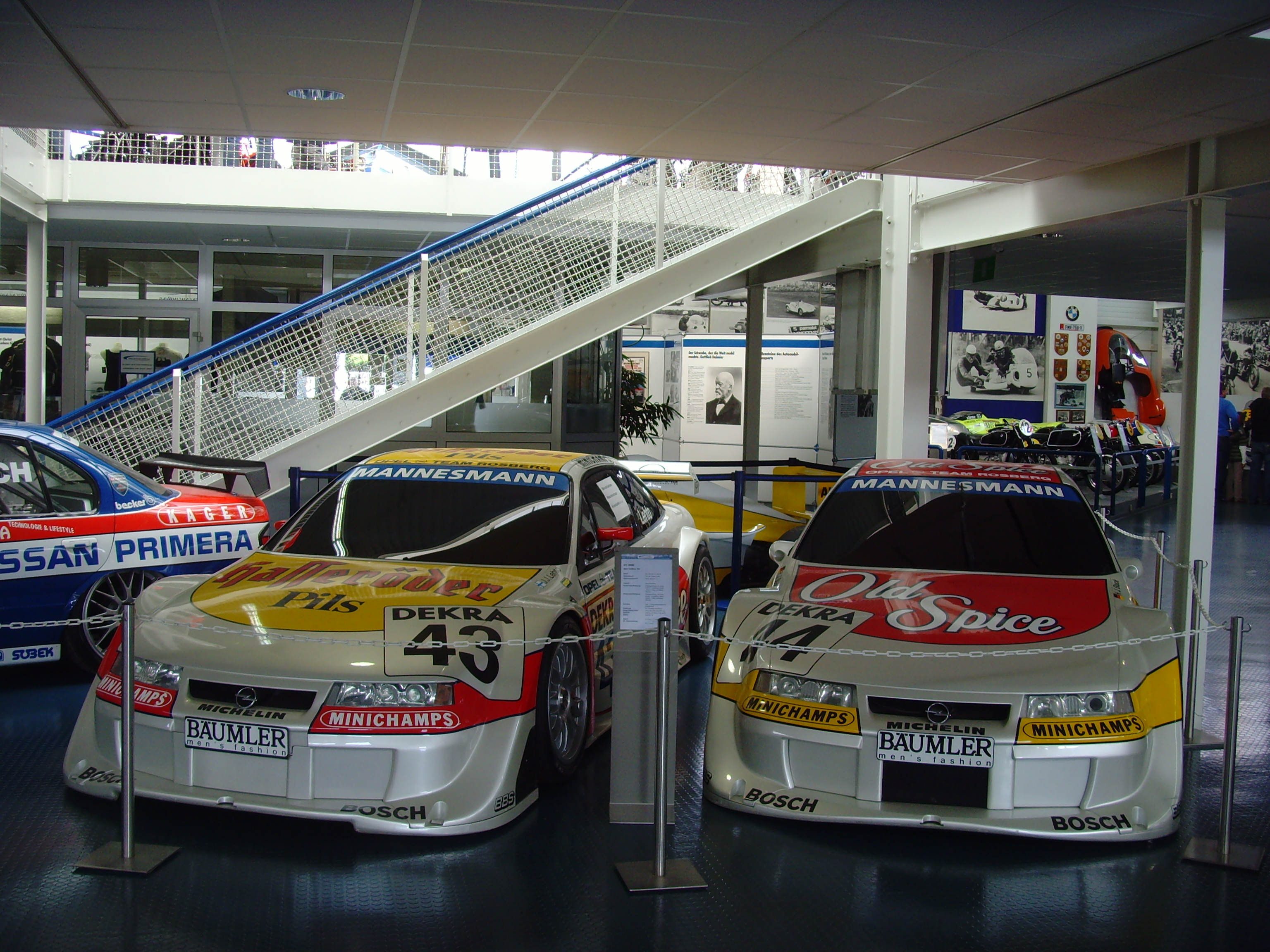
Versión de competición DTM en el museo del Hockenheimring

Es un 2+2 plazas con motor delantero transversal, disponible con tracción delantera o a las cuatro ruedas. Su carrocería cupé tiene un coeficiente aerodinámico de 0.26 para el modelo 2.0 de 115 CV (113 HP; 85 kW) ya que tiene la anchura del neumático más delgada que los otros modelos más potentes, los cuales tienen el coeficiente de 0.28. El Calibra se presentó oficialmente en el Salón del Automóvil de Fráncfort de 1989 como sucesor del Opel Manta, que posee motor delantero longitudinal y tracción trasera.
En España se empezó a vender en 1990, hasta 1997 que dejó de fabricarse. Entre los años 1993 y 1994 se produjo un rediseño en el modelo que supuso una modernización tanto del exterior como del interior mejorando notablemente las calidades.
Todos sus motores son de gasolina, disponía de:
Un motor de cuatro cilindros en línea de 2.0 litros 8v de 115 CV (113 HP; 85 kW) (C20NE). Este ya era muy probado en modelos anteriores de Opel y de los más fiables de la marca. Se mantuvo durante toda la vida del modelo, pero sufrió algunas modificaciones cuando se realizó el rediseño. Era el motor de acceso de gama y a pesar de su "escasa" potencia, se movía bien.
El de 2.0 16v de 150 CV (148 HP; 110 kW) (C20XE). Conocido como "tapa roja". Considerado uno de los mejores motores de Opel en cuanto a prestaciones. Hacia el año 1993, sufrió algunas mejoras en cuanto a tema eléctrico y de encendido (entre otras), justo antes de dejar de fabricarse y ser sustituido por el X20XEV.
Estos dos motores (NE y XE) también fueron instalados en Kadett, Astra F, Vectra A entre otros.
Más adelante, al 2.0 16v se le instaló un turbocompresor, creándose el C20LET, que también se montó en el Vectra A y marcó el inicio de los 2.0 Turbo actuales de Opel. Este motor entregaba 204 CV (201 HP; 150 kW).
Hacia 1994, y con motivo de la Normativa europea sobre emisiones, Opel dejó el C20XE apartado y lo cambió por un cuatro cilindros en línea naturalmente aspirado de 2.0 16V con 136 CV (134 HP; 100 kW) (X20XEV) con unas buenas prestaciones y consumo. Fue instalado en muchos modelos como Astra G, Vectra B, Omega B.
Aparte de los cuatro cilindros, había una versión con motor V6 atmosférico de 2.5 litros con 170 CV (168 HP; 125 kW) también montado en Omega B,Vectra A y B. (C25XE Y X25XE)
Únicamente el de 2.0 litros con 115 CV (113 HP; 85 kW) tenía dos válvulas por cilindro, ya que el resto tenía cuatro.
Las cajas de cambios disponibles eran una automática de cuatro marchas, otra de cinco marchas manual y una de seis únicamente para la versión turbo.
La tracción 4x4 estaba disponible como opción en el 2.0i 8v y en el 2.0 16v. En el 2.0 Turbo era de serie.
El Calibra se utilizó en el Deutsche Tourenwagen Meisterschaft y en el Campeonato internacional de Turismos, en una versión potenciada a 470 CV (464 HP; 346 kW), llegando a proclamarse campeón de la primera categoría en 1996, con el alemán Manuel Reuter al volante.